# Constitución civil del clero
La ley sobre la constitución civil del clero votada el 12 de julio de 1790 por la Asamblea Constituyente, estaba llamada a sustituir el Concordato de 1516.
Su objetivo era reorganizar en profundidad la Iglesia de Francia, transformando a los sacerdotes católicos parroquiales en «funcionarios públicos eclesiásticos».

## Redacción y contenido
Louis-Alexandre Expilly de la Poipe, rector (cura) de Saint-Martin-des-Champs cerca de Morlaix, elegido diputado por el clero en agosto de 1788, presidió en la Asamblea Constituyente la comisión que promulgó la constitución civil del clero. Fue luego el primer obispo constitucional. También participó en su redacción Henri Grégoire (el abad Grégoire), que fue el primer clérigo en jurarla.
Este proyecto de constitución civil constaba, entre otras, de las siguientes medidas:
- Se suprimen antiguas instituciones, como los cabildos catedralicios.
- Se reestructuran las diócesis y parroquias tomando como modelo la estructura departamental. Se establecen 83 diócesis, una por departamento.
- Los obispos y sacerdotes son elegidos por los fieles.
- El Estado se hace cargo de la remuneración del clero.
- Se otorgan derechos civiles a todos los religiosos, que les permitían abandonar sus cargos. Los religiosos son ahora ciudadanos como los demás, sin privilegios ni regalías.

Con este sistema no queda sitio para el papa: sólo se relaciona con la Iglesia de Francia por medio de un obispo de nueva creación que le envía una carta como prueba de unidad de fe y de comunión en el seno de la Iglesia Católica. 
De inspiración galicana, esta constitución civil trataba de establecer la total independencia (salvo en materia doctrinal) de la Iglesia de Francia respecto al papado.

## Reacción de la Iglesia
El 4 de enero de 1791, los diputados del clero reunidos en la Asamblea tuvieron que prestar juramento, algunos de ellos bajo la presión de las tribunas, pero 80 obispos se niegan a efectuarlo. A partir del 7 de enero se iniciaron los juramentos en el resto de Francia. La práctica totalidad de los obispos y la mitad de los sacerdotes se negaron a prestar este juramento. Los miembros del clero no relacionados con una parroquia fueron considerados "no útiles" y obligados a un cese forzoso, salvo que eligieran unirse al clero de parroquias prestando juramento.

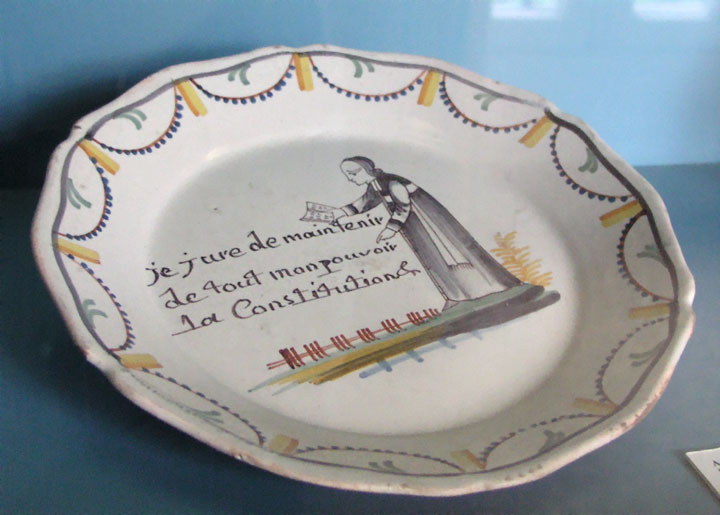
Juro mantener con todas mis fuerzas la Constitución”. Plato conmemorativo de la Constitución civil del clero, 1790. Museo Carnavalet, París

El 5 de abril de 1791, el papa Pío VI consideró esta constitución civil del clero herética, sacrílega y cismática. Prohibió a los clérigos prestar dicho juramento y ordenó a los que ya habían jurado a retractarse. Esto originó una ruptura en el seno de la Iglesia Francesa entre los clérigos juramentarios y los refractarios, y la ruptura definitiva entre la Revolución y el Papa.

## Consecuencias
La mayor parte de los sacerdotes católicos tomaron partido por la contrarrevolución y pasaron a ser sospechosos para los revolucionarios, sufriendo persecuciones y encarcelamientos, como en los pontones 'Washington' y 'Les deux associés', con resultado de muerte. El 2 y 3 de septiembre de 1792, fueron sacrificados al menos 191 mártires en la Revolución Francesa, en diferentes lugares de París por no querer jurar tal constitución y mantenerse firmes en su fe y apego a los alineamientos del Vaticano. Posteriormente, la mayoría fueron beatificados y canonizados. Muchos católicos que habían apoyado en principio la Revolución, pasaron a la oposición. La constitución civil del clero fue suprimida en el concordato de 1801.